# Bressols
Bressols é uma comuna francesa na região administrativa da Occitânia, no departamento de Tarn-et-Garonne. Estende-se por uma área de 20.39 km², e possui 3.698 habitantes, segundo o censo de 2018, com uma densidade de 180 hab/km².